# Knaust & Larsson

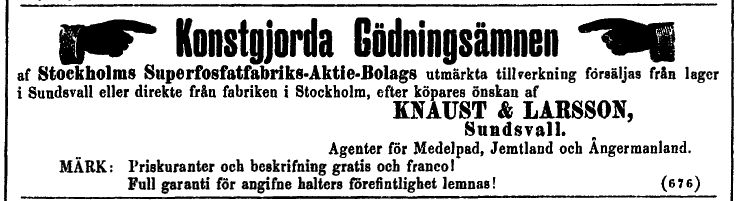
Annons i Sundsvalls Tidning 26 april 1888, två månader innan Sundsvallsbranden.

Knaust & Larsson var ett svenskt importaktiebolag och grosshandelsfirma inom bland annat kolonialvaror, verksam i Sundsvall och grundad av grosshandlarna Gustaf Oscar Knaust och Axel Larsson.